# Шеховцов Олександр Васильович
Олекса́ндр Васи́льович Шеховцо́в — лейтенант 3 БрОП Національної гвардії України, відзначився у ході російського вторгнення в Україну.

## Біографія
Випускник НАСВ імені гетьмана Петра Сагайдачного.
Загинув від попадання ворожої міни в окоп під час запеклих боїв за м. Харків.

## Нагороди
- орден «За мужність» III ступеня (2022, посмертно) — за особисту мужність і самовіддані дії, виявлені у захисті державного суверенітету та територіальної цілісності України, вірність військовій присязі.